# Rogóźno (Koejavië-Pommeren)
Rogóźno is een dorp in het Poolse woiwodschap Koejavië-Pommeren, in het district Grudziądzki. De plaats maakt deel uit van de gemeente Rogóźno en telt 960 inwoners.